# Teal Swan
Teal Swan, född Mary Teal Bosworth 16 juni 1984 i Santa Fe i New Mexico i USA, är en amerikansk författare, föreläsare och personlighet inom självhjälp och spiritualism. 
Swan säger sig ha extrasensoriska förmågor och en genomgripande uppgift på jorden att hjälpa människor förändra relationen till sina känslor och trauman genom ”inner child work” och ”shadow work”. Hon är enligt egen uppgift överlevare från en uppväxt i en sekt med rituella sexuella övergrepp. Enligt bokförläggaren Hay House är hon en internationellt erkänd andlig ledare som delar med sig av sin kunskap till miljoner människor. Däribland om hur man kan förlåta och känna glädje, lycka och självkärlek. År 2023 hade hon 208 miljoner visningar på sina videor, 1513 000 följare på Youtube och 702 000 följare på Instagram. Det finns en rörelse kring henne, inte minst på och via sociala medier, men även via hennes workshops världen över. Det finns dock även ett flertal kritiker som menar att Teal Swan snarare är en kult- eller sektledare och som starkt ifrågasätter Teal Swans berättelse om sig själv, liksom även hennes andliga gärning.

## Biografi
Teal Swan har genom sin blogg, sina böcker, workshops, Youtube-videor och i TV hävdat att hon har så kallade extrasensoriska förmågor och att hon haft dessa förmågor ända sedan hon var en ung flicka. 
Med detta påstår hon bland annat att:
- hon ser allting som vibrationer av energi, snarare än som fast materia.
- hon ser auror kring människor.
- hon ser igenom huden på människor, det vill säga att hon ser in till skelettet.
- hon kan se tankeformer.
- hon kan se och interagera med övernaturliga varelser (såsom andevarelser och änglar).
- hon har superkänslig hörsel, så att hon exempelvis kan höra kontinentalplattorna som nöter mot varandra.

Hon har också hävdat att hon i sin ungdom, då familjen bodde i Idaho och Utah, drogs med i en religiös sekt som begick många hemskheter, däribland barnamord, och som även torterade henne fysiskt och psykiskt i 13 år (i syfte att bota henne från hennes extrasensoriska förmågor). I synnerhet kan här nämnas de TV-intervjuer från 2014 där Teal Swan intervjuas av Chris Oswalt och som sändes på Fox9, Kivi 6 och Idaho News. Uppgiften om att hon som barn utsatts för övergrepp av sadistisk natur har dock ifrågasatts av utomstående granskare. Den regressionsterapeut i Utah som hon gått till, och där dessa minnen framkallats, har också ifrågasatts liksom hennes legitimation som psykoterapeut. Teal Swan har emellertid, trots denna kritik, stått fast vid sin berättelse om denna del av sitt liv. Hon har stått fast vid att hon utsatts för rituella och sataniska övergrepp.
Efter ungdomsåren i Utah och Idaho, med de förmodade övergreppen, åkte hon på en resa till Kina. Syftet med resan var enligt Teal Swan själv att lära sig handskas med hennes extrasensoriska förmågor. Efter Kina-resan, i 20-årsåldern, satsade hon under en tid på fotomodelljobb och idrott (telemarkskidor och skridskor). 
Några år senare gifte hon sig med Mark Scott, med vilken hon fick sonen Winter. 
2011 gav hon ut boken "The Sculptor in the Sky" och startade samtidigt sin youtube-kanal. Under 2012 och framåt växte hennes popularitet och hon fick "fans" i flera länder. Relationen med Mark Scott försämrades dock samtidigt, något som slutade skilsmässa i början av 2013.
Företaget Teal Eye startades som enligt hemsidan är tänkt att vara en bas för förändringar och förbättringar i världen inom flera olika områden: alternativ utbildning, reformer inom globala matindustrin, rättssystemet, djurrätt och så vidare, men också spiritualism. Hennes föredrag/workshops, bland annat i London och Prag, har marknadsförts som så kallade "Synchronization workshops" och bland annat beskrivits som gruppterapi.

## Teman

### Brott och straff
Grundorsaken till brottsrelationer mellan förtryckare och förtryckta är som hon ser det att deras respektive vibrationer matchar varandra. Lösningen på det är att stärka såväl förövare som brottsoffer. Stärka båda parter på ett sådant sätt att deras vibrationer förändras, bort från förövar-vibrationer men också bort från brottsoffer-vibrationer. Allt lidande, på båda sidor, orsakas av uppfattningen att de är maktlösa.

### Vad vi bör göra
Vi bör göra det som faller sig naturligt för oss, det vi tycker är roligt och gör spontant. Inte utgå från andras tankar och förväntningar. Om vi gör det senare, istället för vad vi själv känner och gör spontant, minskar även vår förmåga att lita på oss själva.

### Självmord
Ett av de mest kontroversiella teman som Teal Swan uppehåller sig vid är självmord. Hon har anklagats för att uppmuntra till självmord och en av deltagarna på en av hennes workshops uppges ha begått självmord. Detta tas upp i podden The Gateway på Gizmodo.Teal Swan tar avstånd från självmord.

## "The Completion Process"
The Completion Process är en kurs eller terapi som tillhandahålls av Teal Swan med medhjälpare. Kursen eller terapin baseras på teorin om förträngda och falska minnen, och är en form av regressionsterapi. En grundläggande idé hos Teal Swan och i kursen eller terapin är att symptom på mentala problem alltid har sina rötter i förträngda minnen av övergrepp under barndomen. 

## Rörelsen kring Teal Swan
Teal Swan grundade, enligt den egna hemsidan, år 2014 en social rörelse baserat på "principen om autenticitet". Ett problem i dagens moderna samhälle, enligt rörelsen, är att människor tvingas att anpassa sig till sociala ideal och normer, och i den processen så tvingas de också att trycka ned sina känslor och de tappar i och med detta även kontakten med sitt autentiska jag. De börjar att låtsas vara något annat än det som de i själva verket är. 
Den organisatoriska kärnan i denna rörelse kring Teal Swan är "The intentional community". En inre cirkel av människor som träffas och arbetar tillsammans för att sprida Teal Swans idéer och verksamhet. Dessa och andra involverade i rörelsen kallar sig för "Tealers". 
Spridningen av Teals idéer och budskap sker på olika sätt, men inte minst via sociala media såsom Youtube och Facebook. Podden The Gateway som granskat rörelsen genom en veckas studiebesök på dess center, framhåller att Teal Swan definitivt har en väldigt central ställning och att allt cirklar kring henne.

## I populärkulturen

### Netflix: Explained
Teal Swans läror och rörelsen kring henne nämndes 2019 i ett avsnitt av Netflix-serien Explained. Avsnittet handlade bland annat om att människor i social isolering och att det är sådana personer som Teal Swan och andra liknande gurus söker hjälpa med sina råd.